# ریک جیسون
ریک جیسون (انگلیسی: Rick Jason; ۲۱ مهٔ ۱۹۲۳ – ۱۶ اکتبر ۲۰۰۰) بازیگر، صداپیشه و نظامی اهل ایالات متحده آمریکا بود.
از فیلم‌ها یا برنامه‌های تلویزیونی که وی در آن نقش داشته‌است می‌توان به اتوبوس سرگردان، آب زندگانی، غیرقانونی مال شما و شریک اشاره کرد.